# عثمان محمود
عثمان محمود من مواليد عام 1965، هو شيخ عشيرة في صوماليلاند، أعلن الجمهورية المُعترف بها دوليا باعتبارها منطقة حكم ذاتي في الصومال.

## السيرة الذاتية
يُعرف عن عثمان محمود جهوده في التوسط في الصراعات الإقليمية وخاصة بين العشائر في شمال الصومال.
في 17 تشرين الثاني/نوفمبر 2011؛ أُلقي القبض على عثمان في الإمارات العربية المتحدة أثناء زيارة زوجته التي تُقيمُ هناك وذلك خلال عودته من الحج في مكة المكرمة. لم تُقدم الحكومة الإماراتية أي اتهامات رسمية ضده؛ مما دفع منظمة العفو الدولية إلى إصدار إنذار إلى من ينوب عنه. تكهّنت المنظمة في وقت لاحق بأن حكومة الإمارات العربية المتحدة قد ألقت القبض عليه من أجل التحكم في أرض الصومال. أُفرج عن محمود في 5 كانون الثاني/يناير 2012 بعد قضاء حوالي ثلاث أشهر في السجون الإماراتية.
عند عودته إلى أرض الصومال في 15 آذار/مارس اعتُقل محمود مجدداً لكن هذه المرة في مطار هرجيسا. بعد أربعين يوما من الاحتجاز؛ وجهت إليه الحكومة المحلية تهمة تُعرف باسم «مكافحة النشاط الوطني من مواطن في الخارج» بالإضافة إلى تهم أخرى من قبيل «التخريب ومكافحة الدعاية الوطنية» جنبا إلى جنب مع «الجريمة المستمرة» وذلك ردا على تعليق كان قد أدلى به عندما كان مُحتجزا لدى دولة الإمارات العربية المتحدة حيث انتقد رحلة إلى الصين قامَ بها الرئيس الصومالي أحمد محمد محمود سيلانيو. رُفضت هذه الاتهامات بحلول 8 تموز/يوليه وتمّ الاستعاضة عنها بتهمة «إهانة موظف عمومي». وجد القاضي التهمة ثابتة فحَكم على محمود بالسجن لمدة سنة واحدة وذلك بتهمة التشهير وفقا للقانون المحلي استنادا إلى الفترة الاستعمارية أو تلك التي تُعرف باسم الصومال الإيطالي. ردت منظمة العفو الدولية غير الحكومية على كل هذا من خلال إعلان أكدت فيه على أن عثمان محمود هو سجين رأي تم احتجازه بسبب «ممارسة حقه في حرية التعبير».
أطلقت حكومة صوماليلاند بحلول 18 تموز/يوليو سراح السجين عثمان محمود وذلك بسبب الضغوط الدولية الكبيرة التي شاركت فيها منظمة العفو. عاد محمود في نفس اليوم إلى منزله في هرجيسا.